# Andrea Zanzotto
Andrea Zanzotto (Pieve di Soligo, 10 ottobre 1921 – Conegliano, 18 ottobre 2011) è stato un poeta, italianista e partigiano italiano, tra i più significativi poeti italiani della seconda metà del Novecento.

## Biografia
Andrea Zanzotto nacque nel 1921 a Pieve di Soligo da Giovanni e Carmela Bernardi. Durante i primi due anni di vita, visse in un vicolo vicino a via Sartori, ma due anni dopo, nel 1922, la famiglia si trasferì nella contrada di Cal Santa, dove il padre, che lavorava come miniatore, decoratore e ritrattista, aveva acquistato casa: saranno questi i luoghi più volte descritti dal poeta e la casa, come egli stesso scrive nell'Autoritratto del 1977, sarà, fin dall'inizio, il centro del suo mondo.

### La formazione scolastica
Nel 1923 nacquero le due sorelle gemelle Angela e Marina e, nel 1924, Zanzotto iniziò a frequentare la scuola materna, gestita da suore che seguivano il metodo Montessori. Nel 1925 nacque la sorella Maria. Nel frattempo il padre, che aveva espresso apertamente le lodi di Giacomo Matteotti, venne accusato di antifascismo e, con l'andare del tempo, la sua opposizione al regime gli rese difficile ogni tipo di lavoro, tanto da decidere nel 1925 di rifugiarsi a Parigi e poi a Annœullin, nei pressi di Lilla, dove lavorò presso degli amici. Ritornò poi per un breve periodo in patria, ma nel 1926 fu costretto a ritornare in Francia, a Royan, dove rimase fino al dicembre dello stesso anno.

#### La scuola elementare
Quando nel 1927 iniziò la scuola elementare, grazie alla maestra Marcellina Dalto, Zanzotto aveva già imparato a scrivere: fu così inserito nella seconda classe. Come racconta il poeta stesso nel suo Autoritratto, egli già sentiva il piacere della musicalità delle parole:
"Provavo qualcosa di infinitamente dolce ascoltando cantilene, filastrocche, strofette (anche quelle del "Corriere dei Piccoli") non in quanto cantate, ma in quanto pronunciate o anche semplicemente dette, in relazione a un'armonia legata proprio al funzionamento stesso del linguaggio, al suo canto interno".
Nel 1928 il padre ottenne un impiego come insegnante presso una scuola in Cadore e decise di trasferirsi con la famiglia a Santo Stefano, dove Zanzotto avrebbe terminato la seconda classe. Alla fine dell'estate però Giovanni, resosi conto della sofferenza che il distacco dalla madre causava alla moglie, decise di far rientrare la famiglia a Pieve.
Nel 1929 morì una delle sue sorelle, Marina, evento che rimase impresso, insieme con altri episodi dolorosi, nella sua giovane mente. In quello stesso anno, infatti, il padre Giovanni si mise in luce con una chiara e decisa propaganda per il "No" al plebiscito fascista: fu così costretto a prolungare il suo esilio, riuscendo comunque a lavorare alla decorazione della chiesa di Costalissoio. Zanzotto, che frequentava ormai la terza elementare, lo raggiunse durante il periodo delle vacanze estive, pur soffrendo per la nostalgia di casa.
Nel 1930 nacque un altro fratello, Ettore. Intanto, la fuga di un cassiere con i fondi della società che garantiva il sostegno familiare a Giovanni, obbligò lo stesso, insieme con altri garanti (si trattava di un'associazione tra mutilati di guerra che aveva preso la forma di una cooperativa di lavoro), a contrarre debiti imponendo all'intera famiglia notevoli ristrettezze economiche.
In questo periodo Zanzotto si affezionò ancor più alla nonna paterna e alla zia Maria, la quale, come scriverà in "Uno sguardo dalla periferia", gli faceva ascoltare "frammenti di latino maccheronico" e lo coinvolse nell'attività del teatrino delle suore, presso cui lei aveva funzione di drammaturgo, capocomico, regista e attrice.
A scuola si dimostrava un alunno vivace e non sempre disciplinato, ricevendo spesso i rimproveri del padre. Un punto debole in cui il giovinetto risultava piuttosto impacciato era il disegno, arte perfezionata invece magistralmente dal padre, il quale insisté allora perché prendesse lezioni di musica, arte molto amata dagli abitanti di Pieve per la fama del famoso soprano conterraneo Toti Dal Monte, che verrà ricordato da Zanzotto all'inizio della sua opera Idioma.

#### La scuola media
Terminata la scuola elementare nel 1931 come allievo esterno al Collegio Balbi-Valier, dopo l'esame pubblico a Vittorio Veneto, Zanzotto iniziò la scuola media, maturando intanto la decisione di studiare per l'istituto magistrale, spinto soprattutto dalle precarie condizioni economiche familiari.
Il padre Giovanni lavorava nel frattempo a Santo Stefano, ma nel 1932 fu costretto, causa la riduzione degli stipendi, a ritornare ad Annœullin dove rimase fino al novembre. Rientrò a Pieve nel 1933 e, anche se per lui rimase il divieto di insegnare, riuscì a dare un aiuto alla famiglia grazie a un incarico presso la scuola media del collegio Balbi-Valier e a vari lavori occasionali. Rendendosi inoltre conto della sua grande responsabilità nei confronti della famiglia, evitò ogni scontro diretto con gli avversari politici.

#### L'istituto magistrale
Per Zanzotto intanto, con il passaggio all'istituto magistrale "Duca degli Abruzzi" (vedasi anche l'indagine fatta da Francesco Targhetta nell'ottobre 2019), che frequentò a Treviso facendo il pendolare, iniziarono anche i primi forti interessi letterari che cercherà di nutrire al momento consultando l'enciclopedia di Giacomo Prampolini, la Storia Universale della Letteratura, che riportava esempi di poesia di autori di tutto il mondo.
Risale al 1936 il suo primo amore e l'ispirazione dei primi versi che, con la complicità della nonna e delle zie, riuscì a pubblicare su un'antologia per la quale aveva versato un piccolo contributo. I versi non avevano ancora uno stile personale e risentivano dell'influenza pascoliana dato che un nipote di Giovanni Pascoli che lavorava nella banca locale, conoscendo la sua passione per la poesia, gli aveva regalato alcuni volumi del poeta in edizione originale.

#### Il passaggio al liceo classico

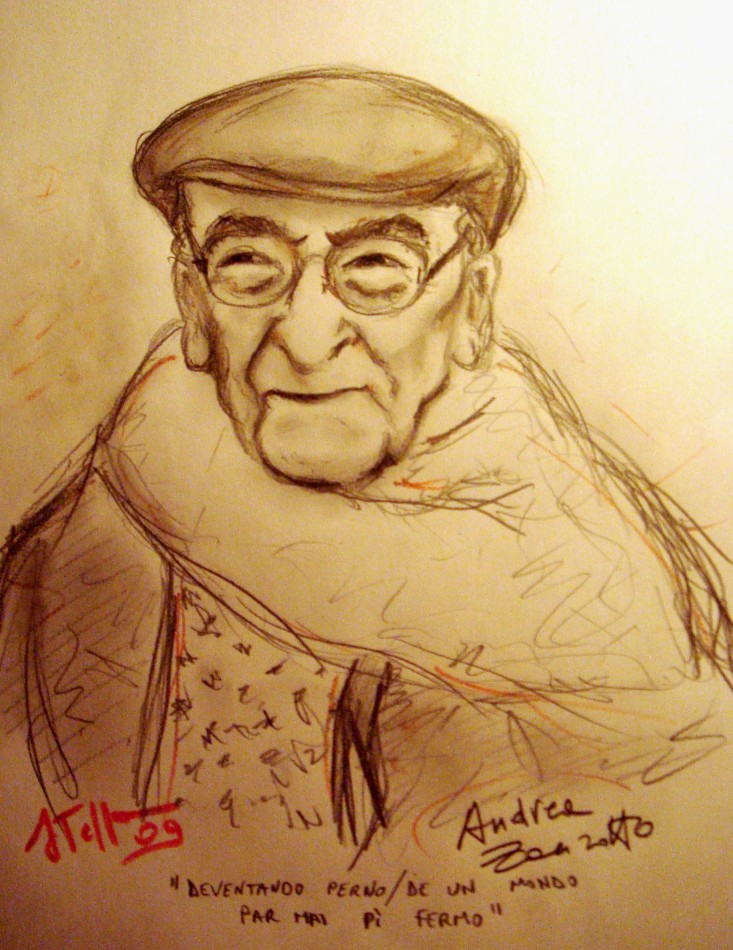
Paolo Steffan, Ritratto di Andrea Zanzotto

Nel 1937 morì di tifo la sorella Angela: al dolore per il grave lutto, che lo turbò profondamente, si aggiunse la fatica della pendolarità con Treviso, oltre alla stanchezza accumulata con l'intensificarsi dello studio, poiché, volendo rendere più brevi i tempi del diploma, si era presentato all'esame nell'ottobre precedente, portando tutte le materie del penultimo anno, riuscendo a superarlo con successo; aveva inoltre iniziato lo studio del greco, al fine di superare l'esame di ammissione al liceo classico.
Si ripresentarono così con maggior forza episodi allergici e asmatici già apparsi in precedenza, che egli visse, insieme agli altri motivi di malessere, con un sentimento di esclusione e precarietà: "[...] credo che abbia male influito sulla mia infanzia e sulla mia adolescenza l'infiltrarsi progressivo in me di un'idea certo aberrante: quella dell'impossibilità di partecipare attivamente al gioco della vita in quanto io ne sarei stato presto escluso. Io soffrivo di varie forme di allergia e a quei tempi la diagnosi poteva essere abbastanza confusa, dubbia. L'asma, la pollinosi che mi tormentavano fin da piccolo erano talvolta interpretate come fatti che potevano aggravarsi, in teoria, anche a breve scadenza".
Conseguito il diploma magistrale, il direttore del collegio Balbi-Valler gli affidò alcuni scolari per ripetizioni, mentre ottenne dal parroco, monsignor Martin, duemila lire come "debito d'onore" per continuare gli studi.
Zanzotto intanto superava l'esame di ammissione conseguendo la maturità classica come privatista al liceo ginnasio statale Antonio Canova di Treviso.

#### L'Università
Nel 1938 si iscrisse alla facoltà di lettere dell'Università di Padova, dove ebbe come insegnanti, tra gli altri, Diego Valeri e il latinista Concetto Marchesi. Sotto la spinta di Valeri, approfondì la lettura di Baudelaire e scoprì Rimbaud, mentre, grazie a Luigi Stefanini, lesse per la prima volta Hölderlin, nella traduzione di Vincenzo Errante.
Iniziò intanto ad apprendere la lingua tedesca, giungendo così a leggere in lingua originale i grandi poeti della letteratura tedesca: Hölderlin, Goethe e Heine. Nel 1940 ottenne la sua prima supplenza a Valdobbiadene.
Scoprì intanto che, all'interno del regime e soprattutto nelle associazioni giovanili, vi erano molti iscritti che agivano nella pratica in modo autonomo o in contrasto con esso, come venne a sapere dal suo amico e maestro Ettore Luccini, organizzatore culturale e docente al liceo classico, nonché legato all'ambiente padovano della rivista anticonformista Il Bò, alla quale Zanzotto collaborò; negli stessi anni intervenne anche sul foglio universitario trevigiano Signum (a cui collaboravano anche Luzi, Strehler e Mario Tobino) che mantiene solo di facciata l'adesione al regime.
Lo scoppio della seconda guerra mondiale fu accolto nel paese con grande costernazione, la crisi economica si fece maggiormente sentire e la sua famiglia fu costretta a vendere metà della casa di Cal Santa. Nel 1941 la supplenza a Valdobbiadene non gli fu rinnovata, ma riuscì a ottenerne una a Treviso presso una scuola media come laureando. Presso il GUF di Treviso, all'interno del quale erano presenti personaggi che praticavano l'antifascismo, Zanzotto tenne, nel 1942, una "presentazione" di Montale dove interpretò il pessimismo dell'autore in chiave politica ed etica con la lettura degli Ossi di seppia.
Il 30 ottobre 1942, con una tesi dal titolo "L'arte di Grazia Deledda", Zanzotto si laureò in letteratura italiana presso l'Università di Padova, avendo come relatore il professor Natale Busetto. Un'edizione anastatica della sua tesi è stata edita dalla Padova University Press.

### Il periodo bellico
Chiamato alla visita militare, venne dichiarato rivedibile per insufficienza toracica e per la forte asma allergica, rimanendo così esonerato alla chiamata alle armi della classe 1921 protagonista della Campagna italiana di Russia e in Grecia. Rifiutò in seguito di rispondere al reclutamento di volontari organizzati dal Fascio.
Pubblicò nel nº 10 di Signum una prosa intitolata Adagio e risalgono a quell'anno i primi abbozzi di narrazione tra la prosa e il lirismo che formano il nucleo più antico del volume Sull'Altopiano, pubblicato nel 1964.
Si profilava intanto la possibilità di pubblicare, nella collana di poesia che affiancava la rivista fiorentina Rivoluzione, inaugurata da Mario Tobino con Veleno e amore, una breve raccolta di scritti dell'autore ma, a causa degli eventi bellici, il periodico fu costretto a chiudere.

#### La chiamata alle armi
Intanto ai primi di febbraio del 1943 Zanzotto ricevette la chiamata alle armi con la leva del '22 e fu inviato ad Ascoli Piceno per frequentare il corso AUC. Tra i libri che portò con sé ci sono i versi di Vittorio Sereni: "Quando ancora non lo conoscevo e restavo quasi a bocca aperta, stordito dai rispecchiamenti, dalle fioriture, dal candore, dai misteri della sua Frontiera (e pensavo: ma allora lui ha già detto tutto, di me, di noi, proprio di questi giorni e attimi...) mentre la leggevo portandola con me in treno sotto le armi" (Per Vittorio Sereni 1991).
Zanzotto non rimase molto tempo ad Ascoli perché, con l'avanzare della stagione, si era manifestata in tutta la sua virulenza l'allergia che lo costrinse all'Ospedale Militare di Chieti dove gli fu riscontrata una forte compromissione bronchiale con ectasia. Sospeso dall'addestramento come allievo ufficiale, venne inviato al deposito del 49º Fanteria di Ascoli e, non avendo terminato il periodo del CAR, in attesa di nuova visita, assegnato ai servizi non armati.

#### Il periodo di Ascoli
Il periodo trascorso ad Ascoli fu caratterizzato dall'inasprimento della malattia, parzialmente risolto solo dopo il '52 alla comparsa dei primi antistaminici, e a una forte depressione caratterizzata da una grave insonnia. Assolto intanto dall'incarico di piantone e affidatogli quello di scritturale, riuscì a trovare un po' di tempo, soprattutto quando ritornava dalle scarse licenze che lo aiutavano a rinnovare il legame con la sua terra, per dedicarsi alla scrittura di poesie, alcune delle quali faranno parte in seguito delle raccolte Dietro il paesaggio e Vocativo.

#### L'8 settembre e il rientro a Pieve di Soligo
L'8 settembre Zanzotto si trovava in libera uscita quando giunse, tra urla e grida, la notizia dell'armistizio. Dopo essere riuscito a ottenere notizie dalla madre sulla famiglia, rientra alle Casermette, dove venivano addestrati gli allievi ufficiali, ma un battaglione di soldati tedeschi cerca di passare con l'intenzione di attraversare Ascoli. Gli italiani, radunate le forze, vogliono fare opposizione e anche Zanzotto marcia in una colonna di rinforzo che ha l'ordine di combattere. Compreso però che l'avanzare delle truppe tedesche non si può arrestare con le poche forze a disposizione, le retrovie ricevono l'invito a fuggire. Zanzotto, procuratosi un abito borghese, raggiunse San Benedetto del Tronto per tentare la via del ritorno a casa.
Alla stazione di Ferrara, pur presidiata dalla Wehrmacht, riesce a salire su un treno che lo porta a Padova dove alcuni amici, presto rintracciati, lo informano dell'intenzione dei fascisti di organizzare un nuovo governo. Appurato che la corriera per Pieve di Soligo compie servizio regolare Zanzotto si reca al suo paese, ma nello stesso giorno vengono affissi ai muri i Befehle con l'ordine per tutti i soldati dell'esercito italiano di trovarsi radunati entro quarantotto ore. In seguito a febbrile colloquio notturno viene presa la decisione di non presentarsi e così, dopo aver fatto rifornimenti di viveri e vestiario, in attesa di una normalizzazione, viene presa la decisione di rifugiarsi sulle colline. Quando i controlli sembrano essersi allentati, Zanzotto ritorna a Soligo e cerca di aiutare finanziariamente la famiglia dando lezioni private nel collegio Balbi-Valier che continua a distinguersi come centro dell'antifascismo locale.

#### L'attività nella Resistenza
Nell'inverno del 1943-1944 presero forma le prime brigate della Resistenza e Zanzotto iniziò ad aderire a esse partecipando così alla Resistenza veneta nelle Brigate Giustizia e Libertà occupandosi della stampa e della propaganda del movimento, avendo come punto di riferimento la figura di Antonio Adami, detto Toni, intellettuale antifascista e partigiano non violento ucciso il 26 marzo 1945 dai nazi-fascisti al quale il poeta dedicherà nel 1954 la poesia Martire, primavera.
Intanto le speranze di una conclusione degli eventi bellici vanno allontanandosi e all'interno dell'organizzazione della resistenza la situazione diventa difficile per mancanza di concordia tra le varie associazioni. Viene così a formarsi nella zona una Brigata Mazzini che, pur essendo sotto il controllo del Partito Comunista, accoglie altre differenti forze antifasciste.
Zanzotto, che come Adami mantiene la decisione di non far uso delle armi, vi aderisce e viene impiegato nella propaganda partecipando così alla realizzazione di manifesti e fogli informativi. In seguito allo sbarco degli Alleati in Francia le organizzazioni partigiane della zona occuparono il Quartier di Piave, territorio strategicamente difficile per le molte vie di accesso e per la presenza del comando nemico di Belluno, formando una vera repubblica partigiana che, all'inasprirsi della pressione tedesca, dovrà prendere atto della sua debolezza. Il 10 agosto del '44 scoppia la prima rappresaglia e il paese è sottoposto a sparatorie e incendi.
Molte furono le vittime, tra le quali Gino Dalla Bortola caro amico del poeta. Vennero catturati anche molti ostaggi tra i quali il fratello Ettore che, essendo solo quattordicenne, non sarà deportato a Belsen come gli altri del gruppo ma presto rilasciato. Zanzotto riesce a raggiungere la zona di Mariech e Salvedella dove era situato l'ufficio stampa per deciderne lo spostamento. Il 31 agosto inizia il grande rastrellamento e a portarne notizia sarà il comandante Nardo (Lino Masin) e Toni Adami. Più di duecento abitazioni di Pieve di Soligo, Soligo e Solighetto erano state date alle fiamme. Zanzotto, con i compagni, cercherà di discendere la montagna sapendo che tedeschi e fascisti stavano preparandosi a risalirla. Il giorno dopo Zanzotto riuscirà, con altri, a sfuggire dall'accerchiamento.
Ci saranno giorni di violenza e verranno catturati altri partigiani poi deportati. Giunta intanto la notizia del massacro di Soligo Zanzotto si dà alla macchia fino a metà settembre quando finalmente riesce a mettersi in contatto con i familiari. Il paese era nel frattempo diventato una specie di campo di concentramento e con l'arrivo dell'inverno Zanzotto verrà reclutato a forza e mandato al lavoro coatto ma riuscirà, con un certificato medico attestante il peggioramento della malattia, a essere esonerato dai lavori più pesanti, ma non dalla corvée.
Alla fine dell'inverno, e siamo ormai nell'anno 1945, Zanzotto riprese l'attività partigiana e ritornò sulle colline a continuare il lavoro di propaganda. Tranne uno scritto in ricordo dell'amico Toni Adami che diffonde, in questo periodo egli scriverà solamente qualche pagina di diario e una lirica che sarà offerta più tardi per un memoriale della Brigata Piave, dedicata ai morti fucilati in paese.

Dopo un mese di continui scontri gli Alleati libereranno la zona ma nei giorni successivi il 30 aprile accaddero altri atti di violenza e di rappresaglia a Valdobbiadene e Oderzo. "Un cospicuo materiale documentario sulle vicende di questo periodo sarà raccolto in seguito da Lino Masin nel memoriale La lotta di liberazione nel Quartier del Piave e la Brigata Mazzini 1943-45 (Treviso 1989) al quale Zanzotto contribuirà con la nota Una attiva testimonianza". In questo periodo raccoglierà in un fascicolo le poesie scritte nel '41 - '42 che verranno pubblicate nel 1970 con il titolo A che valse? e alcuni componimenti che faranno poi parte di Dietro il paesaggio.
Ripresi intanto i contatti con gli amici di Padova ritornerà a frequentare i gruppi attivi legati a "Comunità" e al Partito Comunista. Invitato da Aldo Camerino Zanzotto parteciperà a Venezia a un'importante mostra di poesia recandosi poi, nei mesi successivi, numerose volte a Milano dove, nel giugno, accompagnato l'amico scultore Carlo Conte in casa di Alfonso Gatto incontrerà Vittorio Sereni da poco ritornato dall'Algeria. Nel 1946 il referendum per scegliere il nuovo assetto istituzionale dello Stato mobiliterà l'intero paese e Zanzotto sosterrà il voto in favore della repubblica.

#### L'emigrazione in Svizzera
Intanto Zanzotto, in attesa del termine dell'anno scolastico 1945 - 1946 dove aveva ottenuto una supplenza nel collegio del Balbi-Valier, decise di emigrare avendo saputo da amici di Treviso che in Svizzera era più facile trovare un lavoro. Nel mese di settembre ottenne un posto da insegnante presso un collegio di Villars-sur-Ollon, nel Canton Vaud. Costretto prima della fine dell'anno scolastico a rientrare in Italia per essere operato di appendicite, ritornerà in Svizzera dopo il mese di convalescenza ma deciderà di lasciare l'incarico al collegio per recarsi a Losanna dove si stabilirà.
Per guadagnare farà il barista e il cameriere riuscendo così, grazie ai turni, ad avere mezza giornata libera che dedicherà a gite in Francia. A Losanna avrà occasione di frequentare i seguaci del medium svedese Swedenborg avendo così la possibilità di conoscere i libri introvabili di questo personaggio che influenzerà Balzac e i Surrealisti. Partecipa a un premio bandito da Neri Pozza, che sarà vinto da Vittorio Gassman, con un frammento narrativo intitolato Luca e i numeri e inizierà a scrivere in francese il Cahier Vaudois che lascerà incompiuto e inedito.

#### Il rientro in Italia
Verso la fine del 1947, quando sembravano riaperte le prospettive d'insegnamento, Andrea farà ritorno in Italia. Partecipò in questo periodo al Premio Libera Stampa di Lugano dove venne segnalato dalla giuria e dove ebbe modo di conoscere molti letterati e critici tra i quali Carlo Bo e Luciano Anceschi e rivedrà Vittorio Sereni con il quale instaurerà un lungo rapporto di amicizia. Tra gli autori segnalati per il Premio Libera Stampa ci saranno anche Pier Paolo Pasolini e Maria Corti.
Si recherà spesso a Milano dove alloggerà in un piccolo albergo vicino alla stazione e a poca distanza dalla casa di Sereni e conoscerà molti dei letterati noti in questo periodo come Eugenio Montale e Salvatore Quasimodo. Continuerà inoltre a dedicarsi alla preparazione di diverse prove di concorso e allo studio per la laurea in filosofia ma, completati gli esami necessari, al momento della tesi incentrata su Kafka, si fermò a causa dell'insufficiente conoscenza del tedesco. Ottenne nel frattempo l'abilitazione in italiano, latino, greco, storia e geografia e nell'anno scolastico 1949-1950 ottenne l'insegnamento al Liceo Flaminio di Vittorio Veneto.

### I primi componimenti poetici, l'insegnamento e i primi scritti critici
Nel 1950 concorse al Premio San Babila per la sezione inediti: la giuria era composta da Giuseppe Ungaretti, Eugenio Montale, Salvatore Quasimodo, Leonardo Sinisgalli, Vittorio Sereni e gli venne attribuito il primo premio per un gruppo di poesie, composte tra il 1940 e il 1948, che sarà poi pubblicato nel 1951 con il titolo Dietro il paesaggio. Trascorso un periodo di crisi depressive si mise in contatto con Cesare Musatti che lo aiuterà, in parte, a fronteggiare e a uscire dalla situazione di disagio psichico in cui si trovava.
Si susseguiranno in questi anni i vari incarichi di insegnamento e a Motta di Livenza incontrerà Giuseppe Bevilacqua che gli farà scoprire la poesia tedesca contemporanea e le opere di Paul Celan. Con il nuovo anno scolastico Zanzotto lascerà la sede di Motta di Livenza per passare a Treviso e nuovamente al Liceo di Vittorio Veneto. Nel 1954, con un intervallo di soli tre anni da Dietro il paesaggio, usciranno nella collana Mondadori diretta da Sereni, Elegia e altri versi con la prefazione di Giuliano Gramigna.
Nel frattempo affiancò all'attività di insegnante e poeta quella di critico letterario, collaborando dal 1953 al 1957 a La Fiera Letteraria, dal 1958 al 1965 a Comunità oltre che a Il Mondo e al Il Popolo di Milano. Nello stesso anno Zanzotto ottenne la cattedra nella scuola media di Conegliano come insegnante di ruolo e partecipò a un incontro letterario a San Pellegrino dove venne presentato da Ungaretti. Il discorso pronunciato da quest'ultimo fu molto lusinghiero e comparirà su "L'Approdo": «[...] Caro Zanzotto, eccoLa entrato in una storia illustre, e Le auguro, e ora verrà il più difficile, che in essa Ella riesca a portare a conclusione la Sua storia. Coraggio.»
A Padova conobbe il letterato feltrino Silvio Guarnieri con il quale strinse un forte legame d'amicizia che andò a consolidarsi nel corso del 1955. Dopo la sua morte avvenuta nel 1992, sono state rinvenute 101 lettere e cartoline di Zanzotto, oggi depositate presso il  Fondo manoscritti di autori moderni e contemporanei dell'Università degli Studi di Pavia. In questo periodo si andò intanto delineando un nuovo libro di poesie che prenderà forma definitiva nel 1956 e verrà dato alla stampa presso Mondadori nel 1957 con il titolo di Vocativo.

#### Le nuove amicizie e il matrimonio
Il 1958 sarà segnato dal riapparire delle forme ansiose delle quali aveva sofferto in passato ma troverà un forte sostegno da un gruppo solidale di amici che si ritrovano a Treviso o nei paesi situati in collina; tra questi vi è spesso l'amico Giovanni Comisso, affiancato dal poeta Giocondo Pillonetto. Di questo periodo è la comparsa della figura di Nino (Angelo Mura), agricoltore e proprietario di terreni, nella cui abitazione si terranno convegni dedicati all'arte e alla cucina ai quali partecipano noti artisti e studiosi veneti.
Sarà di questo anno la collaborazione con la rivista Comunità, che si protrarrà fino al 1965, e gli incontri frequenti con Marisa Michieli che sposerà nel luglio del 1959. Nello stesso anno vinse il Premio Cino Del Duca con alcuni racconti e iniziò la riflessione sulla sua poesia con la pubblicazione di Una poesia ostinata a sperare. Il 4 maggio del 1960 morì il padre di ictus e il 20 maggio nacque il suo primo figlio, che venne battezzato con il nome del nonno Giovanni.
Collaborò in quell'anno alla rivista Il Caffè che riuniva i migliori nomi del panorama letterario del momento, come Calvino, Ceronetti, Manganelli e Volponi. La rivista ospitò in quell'anno un suo scritto, Michaux, il buon combattente, che trattava dell'effetto delle droghe, argomento che, anche se ancora lontano dalla cronaca quotidiana, si stava affacciando nel dibattito culturale. Nel 1961 nacque il secondo figlio, Fabio, e nello stesso anno Zanzotto rinunciò a un trasferimento che aveva già ottenuto come professore presso l'Università di Padova. Accettò pertanto di organizzare a Col San Martino, una frazione di Farra di Soligo, la scuola media inferiore dove svolse per due anni mansioni di preside e di insegnante.

#### Le distanze daI Novissimi
Nel 1962 Mondadori pubblicò il suo volume di versi IX Egloghe e sulla rivista Comunità apparve un articolo nel quale il poeta prendeva decisamente le distanze dai motivi che inserivano la raccolta in un'antologia, con il titolo I Novissimi, delle poesie di Nanni Balestrini, Elio Pagliarani, Edoardo Sanguineti, Alfredo Giuliani e Antonio Porta, sostenendo l'idea di una poesia intesa come esperienza "individuale". L'articolo, tuttavia, non incrinò il suo rapporto con Luciano Anceschi, direttore della rivista Il Verri e principale promotore dell'antologia.

#### La collaborazione alle riviste
Dal 1963 la sua presenza di critico su riviste e quotidiani si intensificò: scrisse per Questo e altro, L'Approdo letterario, Paragone, Nuovi Argomenti, Il Giorno, l'Avanti!, il Corriere della Sera. Scrisse anche numerosi saggi critici, soprattutto su autori a lui contemporanei come Giuseppe Ungaretti, Eugenio Montale, Vittorio Sereni. Ottenne in questo anno il trasferimento definitivo nella scuola media di Pieve di Soligo dove insegnerà fino al 1971.

#### Altre esperienze
Nel 1964 incontrò ad Asolo il filosofo tedesco Ernst Bloch e ne rimase conquistato: veniva intanto pubblicato il suo primo libro di prose creative, Sull'altopiano. La giuria presieduta da Diego Valeri e composta, tra gli altri, da Carlo Bo, Carlo Betocchi e Giacomo Debenedetti, gli assegnò in quello stesso anno il "Premio Teramo" per un racconto inedito. Sempre del '64 è l'esperienza teatrale Il povero soldato, tratta da un montaggio di brani presi dal Ruzante. Nel 1965 partecipò agli incontri italo-iugoslavi di Abbazia insieme a Fernando Bandini, Giovanni Giudici, Segre, Dobrica Ćosić che in quel momento era il rappresentante appartenente all'ala liberale del partito comunista al potere.
Nel 1966 tradusse per Mondadori dal francese Età d'uomo. Notti senza notte e alcuni giorni senza giorno di Michel Leiris. Intanto, con la conferenza di Jacques Lacan all'Istituto di cultura di Milano in occasione dell'uscita degli Écrits, si inaugurava anche in Italia il fortunato periodo dello strutturalismo e Zanzotto partecipò all'evento insieme ai maggiori rappresentanti dell'arte e della cultura. In questo periodo iniziò a scrivere sull''Avanti! e partecipò a Milano alla presentazione del libro di Ottieri L'irrealtà quotidiana, che egli considerava una tra le più importanti opere del secondo Novecento.
Risale al 1967 un suo viaggio a Praga dove partecipò con Sereni, Fortini e Giudici a una cerimonia di presentazione di un'antologia della poesia italiana ricevendo, insieme agli altri poeti italiani, una calorosa accoglienza. È di questo periodo il suo avvicinamento alle posizioni politiche di Fortini e dei Quaderni Piacentini di Piergiorgio Bellocchio e Grazia Cherchi con la quale manterrà sempre rapporti di amicizia.

### I primi importanti volumi in versi

#### "La Beltà"
Nel 1968 uscì il volume in versi  La Beltà  (tuttora considerata la raccolta fondamentale della sua opera) presentato a Roma da Pier Paolo Pasolini e a Milano da Franco Fortini, mentre il 1º giugno uscì sul Corriere della Sera una recensione scritta da Eugenio Montale sulla poesia di Zanzotto che, avendo già potuto conoscere alcuni versi del nuovo poeta, aveva scritto: "Zanzotto non descrive, circoscrive, avvolge, prende, poi lascia. Non è proprio che cerchi se stesso e nemmeno che tenti di fuggire alla sua realtà; è piuttosto che la sua mobilità è insieme fisica e metafisica, e che l'inserimento del poeta nel mondo resta altamente problematico e non è nemmeno desiderato[...] È una poesia coltissima, la sua, un vero tuffo in quella pre-espressione che precede la parola articolata e che poi si accontenta di sinonimi in filastrocca, di parole che si raggruppano per sole affinità foniche, di balbettamenti, interiezioni e soprattutto iterazioni. È un poeta percussivo ma non rumoroso: il suo metronomo è forse il batticuore[...] Una poesia inventariale che suggestiona potentemente e agisce come una droga sull'intelletto giudicante del lettore."

#### "Gli sguardi i fatti e senhal"
Nel 1969 pubblicò Gli sguardi i fatti e senhal, scritto subito dopo lo sbarco sulla Luna effettuato dall'astronauta statunitense Neil Armstrong il 21 luglio, dimostrando ancora una volta quanto egli fosse attento al pulsargli della vita intorno, agli eventi e al loro concatenarsi. In questo anno gli viene assegnato in Mestre il prestigioso premio della "Tavola all'Amelia" di Dino Boscarato.
Nel 1970 fu finalista al Premio Firenze con Ted Hughes e Paul Celan, tradusse il Nietzsche di Georges Bataille e pubblicò con l'editore Vanni Scheiwiller un volumetto di quattordici liriche come omaggio agli amici intitolato A che valse?, fuori commercio e a tiratura limitata. Si appassionò in questo periodo alla lettura di Le Geste et la parole dell'etnologo e paleontologo francese André Leroi-Gourhan che gli diede modo di riflettere sul linguaggio e l'espressione umana.
Nella primavera del 1973 intraprese, con Augusto Murer, un viaggio in Romania, dove alcune sue poesie erano già state tradotte, ma fu costretto a rientrare in patria per l'aggravarsi delle condizioni di salute della madre. Zanzotto rientrò da Bucarest, attraverso l'Ungheria e la Jugoslavia, in treno per timore dell'aereo, che non utilizzò mai come mezzo di trasporto. Pochi giorni dopo il suo rientro la madre morì, lasciandolo enormemente addolorato. Ripreso comunque il suo lavoro di scrittore tradusse La letteratura e il male di Georges Bataille per l'editore Rizzoli e, sempre nel 1973, pubblicò un nuovo volume di versi, intitolato Pasque. Esce nello stesso anno anche l'antologia Poesie (1938-1972) negli Oscar Mondadori, a cura di Stefano Agosti.
Nel 1974 il n. 8-9 di Studi novecenteschi, dal titolo Dedicato a Zanzotto, raccoglieva gli interventi di numerosi poeti e studiosi sulla sua opera tra i quali Armando Balduino, Fernando Bandini, Amedeo Giacomini, Luigi Milone e Gino Tellini. Nel 1975 e nel 1976 il poeta partecipò ai corsi estivi dell'Università di Urbino tenendo numerose conferenze e brevi seminari sulla letteratura contemporanea.
Strinse in questo periodo amicizia con il romanziere Wolfgang Hildesheimer, interprete durante i processi di Norimberga e intensificò la collaborazione con il Corriere della Sera scrivendo recensioni su Leonardo Sinisgalli, Enrico Solmi, Ronald Laing, Alexandros Panagulis. Uscì in questo periodo un'antologia poetica in lingua inglese, "Selected Poetry of Andrea Zanzotto", per le edizioni dell'Università di Princeton nel New Jersey alla quale si interessarono sia Cesare Segre sia Sergio Perosa e venne pubblicata da Garzanti la traduzione di La ricerca dell'assoluto di Honoré de Balzac. Nel corso dell'anno iniziò la stesura dei sonetti che comporranno la sezione Ipersonetto di Il galateo in bosco.

#### L'incontro con Fellini e il poemetto "Filò"
Nell'estate del '76 il poeta, per la segnalazione di Nico Naldini, iniziò a collaborare al Casanova di Fellini, da lui incontrato per la prima volta nel 1970 alla presentazione del film I clowns. Nello stesso anno viene pubblicata l'opera Filò dalle edizioni Ruzzante di Venezia che comprende la lettera di Fellini, dove dichiara le sue aspettative, i versi per il film Casanova, quelli sul dialetto e una lunga nota, oltre a cinque disegni di Fellini e alla trascrizione in italiano delle parti in dialetto dello studioso veneziano Tiziano Rizzo.
Venne pubblicata in questo periodo anche la traduzione dal francese di Studi di sociologia dell'arte di Pierre Francastel per la casa editrice Rizzoli che poco tempo prima lo aveva invitato a partecipare a un comitato di lettura al quale parteciparono anche Claudio Magris, Carlo Bo, Giacinto Spagnoletti e Giorgio Caproni. Nel 1977 tradusse dal francese Il medico di campagna di Honoré de Balzac che venne pubblicato da Garzanti e nel medesimo anno vinse il Premio internazionale Etna-Taormina per la sua produzione letteraria.

#### Il galateo in boscoe il Premio Viareggio
Nel dicembre 1978, viene pubblicato nella collana Lo Specchio, di Mondadori Il galateo in bosco con prefazione di Gianfranco Contini. Nell'introduzione Contini lo definisce "pur difficile affabile poeta", uno che scava con le mani le profondità sotterranee del suo bosco. Il Galateo in Bosco costituisce il primo volume di una trilogia che riceverà il Premio Viareggio nel 1979.

#### Ancora per Fellini, "Fosfeni" e il Premio Librex Montale
Nel 1980 scrisse alcuni dialoghi e stralci di sceneggiatura del film La città delle donne di Fellini, che incontrò più volte in Veneto con la moglie Giulietta Masina, che sarebbe divenuta la madrina del Premio Comisso di Treviso. Nello stesso anno, in marzo, il poeta partecipò, presso le scuole secondarie di Parma, ad alcune significative testimonianze alle quali contribuiscono anche Attilio Bertolucci, Vittorio Sereni, Giuseppe Conte e Maurizio Cucchi le cui testimonianze verranno pubblicate nel 1981 dalla casa editrice Pratica con il titolo Sulla poesia. Conversazioni nelle scuole.
Venne intanto pubblicata presso una piccola casa editrice di Teramo la trascrizione di una storia popolare per bambini, "La storia dello zio Tonto". Mostrando interesse per la poesia giapponese dello haiku provò dei tentativi di scrittura di questo genere.
Nel 1982, il 9 marzo, gli verrà attribuita la laurea ad honorem in Lettere dall'Università Ca' Foscari Venezia e continuerà la collaborazione per incisioni e cartelle insieme ad artisti di orientamenti diversi, come Armando Pizzinato, Guido Guidi, Antonio Zancanaro, Giuseppe Zigania, Augusto Murer e poi anche Emilio Vedova.
Nel 1983 scrisse per il film di Fellini E la nave va i Cori che verranno pubblicati nello stesso anno da Longanesi insieme alla sceneggiatura e uscì Fosfeni, secondo libro della trilogia, con il quale ottenne il Premio Librex Montale.

#### La depressione
In questo periodo si acuì l'insonnia di cui soffriva da tempo, tanto da costringerlo a farsi ricoverare. Continuò a tenere un diario sul quale annotare gli avvenimenti in modo sistematico, quasi una terapia per la sua nevrosi. Nella primavera-estate 1984, i mesi più scuri della depressione, iniziò a scrivere in modo sistematico una serie di (pseudo) haiku bilingui in inglese e italiano, che sottotitolò for a season - per una stagione.
Zanzotto nel corso del tempo tradusse poi egli stesso in italiano gli haiku originariamente scritti in inglese, in quel che alla fine divenne un esperimento di poesia bilingue. Negli Stati Uniti e in Gran Bretagna gli haiku in inglese e italiano sono stati pubblicati nel 2012 in Haiku for a season - Haiku per una stagione (The University of Chicago Press, a cura di Anna Secco e Patrick Barron), l'ultimo volume di versi licenziato dal poeta. Nella tarda primavera dell'84, segno di un miglioramento, compì un viaggio a Parigi per recarsi a una serata in suo onore al Théâtre de Chaillot.

#### "Idioma" e il Premio Feltrinelli
Nel 1986 uscì, presso Mondadori, il terzo volume della trilogia intitolato Idioma e la casa editrice Arcane 17 di Nantes stampò la traduzione francese della trilogia "Le Galaté au Bois". Il 1987 fu l'anno della completa riabilitazione fisica. Il n. 37-38 della rivista L'immaginazione fu dedicato al poeta con numerosi interventi di nomi famosi, tra i quali, Fortini, Prete, Rigoni Stern e in primavera uscì il primo numero della rivista Vocativo in gran parte dedicato a Zanzotto. Nello stesso anno ricevette il premio Feltrinelli dell'Accademia Nazionale dei Lincei.

#### La prima traduzione della sua opera
Nell'estate del 1988 si recò a Berlino per un incontro internazionale di poesia e nel 1990 uscì, tradotta in lingua tedesca, una nuova selezione delle sue poesie con il titolo Lorna, Kleinod der Hügel (Lorna, gemma delle colline) e la raccolta Racconti e prose.

#### I volumi contenenti gli interventi critici
Nel 1991 uscì presso Mondadori il primo volume degli interventi critici del poeta usciti su riviste e giornali a partire dai primi anni cinquanta con il titolo di Fantasie e avvicinamento. Il 1992 fu l'anno dei congressi e delle celebrazioni con numerose richieste di intervento su giornali e riviste. Nel 1993 Zanzotto si recò a Münster, in Germania, per ricevere il premio per la poesia europea e nel 1994 uscì, sempre presso Mondadori, la seconda raccolta di scritti critici con il titolo Aure e disincanti nel Novecento.
Apparve intanto nella sezione europea della collezione "opere rappresentative" dell'UNESCO la traduzione in francese di un'antologia con la sua opera poetica, Du Paysage à l'Idiome, a cura di Philippe Di Meo e il poeta venne festeggiato al Beaubourg di Parigi.
Sempre in questo periodo verrà composta da Mirco De Stefani un'opera musicale sul testo de Il galateo in bosco, incisa poi su compact disc, che si eseguirà a Treviso. Le altre due parti della trilogia, Fosfeni e Idioma, verranno interpretate, sempre in chiave musicale, nel 1995 la prima e nel 1997 la seconda; quest'ultima sarà eseguita a Venezia presso la Fondazione Cini.

### Le sue ultime opere: daMeteoaConglomerati
Nel 1995 l'Università di Trento gli attribuì la laurea honoris causa in Lettere. Nel 1996, dieci anni dopo la pubblicazione di Idioma, venne pubblicato dalla casa editrice Donzelli Poesia un piccolo volume intitolato Meteo con venti disegni di Giosetta Fioroni e una Nota finale in cui il poeta scrive:
()

Nel 2000 ricevette il Premio Bagutta per le Poesie e prose scelte e, il 6 ottobre, la laurea honoris causa in lettere dall'Università di Torino. Del 2001 è il libro composito intitolato Sovrimpressioni, che si concentra intorno al tema della distruzione del paesaggio. L'anno successivo ricevette il premio "Dino Campana". Su proposta della Facoltà di Lettere e Filosofia, l'Università di Bologna gli concesse la laurea ad honorem l'8 marzo 2004.
Scrisse anche alcune storie per bambini in lingua veneta, come La storia dello Zio Tonto, libera elaborazione dal folclore trevigiano e La storia del Barba Zhucon con immagini di Marco Nereo Rotelli che ha avuto la seconda ristampa nel gennaio del 2004. Il 3 aprile 2005 vide le stampe un nuovo libro dello scrittore dal titolo Colloqui con Nino nel quale Zanzotto, con l'aiuto della moglie Marisa, mise insieme un magnifico florilegio che vuol essere esplorazione antropologica, ricerca sentimentale e viaggio nel passato. Il 26 maggio 2008 riceve il premio "IIC Lifetime Achievement Award" «per una vita dedicata alla poesia».
In questi anni – dopo avergli riservato numerose pagine saggistiche (tra cui un corposo studio di Al tràgol jért. L'erta strada da strascino apparso su «Il Belli» già nel 1992) e affettive come la postuma Outcasts (Prosa poetica su Cecchinel) – ha in più occasioni designato quale «erede» poetico suo e della grande tradizione del Novecento veneto Luciano Cecchinel, poeta ammirato anche da Cesare Segre come «grande artista, ma anche grande artefice». Nel 2008 Zanzotto è protagonista di un dialogo dal taglio intimista col coetaneo poeta e regista Nelo Risi, da cui è nato il film Possibili rapporti. Due poeti, due voci.
Nel febbraio 2009 uscì In questo progresso scorsoio: una conversazione col giornalista coneglianese Marzio Breda, nella quale Zanzotto esprime l'angoscia delle riflessioni sul tempo presente e il suo lucido pensiero di ottantasettenne. Nello stesso anno, in occasione del suo ottantottesimo compleanno, il poeta pubblica Conglomerati, la nuova raccolta poetica di scritti composti tra il 2000 e il 2009, edita nella collana Lo Specchio della Mondadori; in questo libro Zanzotto si confronta ancora con una realtà in continuo mutamento culturale e antropologico, secondo la poetica dell'intervista con Breda.
Per il suo novantesimo compleanno (con molti festeggiamenti, dalla Regione Veneto all'Università Cattolica di Milano) sono usciti molti libri, tra cui due con inediti: Ascoltando dal prato. Divagazioni e ricordi, a cura di Giovanna Ioli da Interlinea e il numero 46 della rivista "Autografo" dal titolo I novanta di Zanzotto. Studi, incontri, lettere, immagini.
Il poeta muore la mattina del 18 ottobre 2011 presso l'ospedale di Conegliano a causa di complicazioni respiratorie, una settimana dopo aver compiuto 90 anni. Il funerale è stato celebrato il 21 ottobre al duomo di Pieve di Soligo da monsignor Corrado Pizziolo, vescovo di Vittorio Veneto; dopo la celebrazione gli hanno reso omaggio tre orazioni del giornalista Marzio Breda e dei critici Stefano Dal Bianco (con una laudatio funebre) e Stefano Agosti. Il suo archivio è conservato presso il Centro per gli studi sulla tradizione manoscritta di autori moderni e contemporanei dell’Università di Pavia.

#### Eventi dedicati ad Andrea Zanzotto
- La Regione del Veneto e CINIT - Cineforum Italiano presentano "Omaggio ad Andrea Zanzotto" un ciclo di appuntamenti curati da Neda Furlan e dedicati al grande poeta veneto. Tra gli eventi della rassegna: Ritratti. Andrea Zanzotto, di Carlo Mazzacurati e Marco Paolini.[49][50]
- Convegno "Omaggio ad Andrea Zanzotto", 25-26 ottobre 2012, presso l'Istituto Italiano di Cultura di Parigi[51][52].
- Convegno "Andrea Zanzotto, la natura, l'idioma", 10-12 ottobre 2014, Pieve di Soligo[53][54].
- Convegno "Nel «melograno di lingue», Plurilinguismo e traduzione in Andrea Zanzotto", novembre 2014, Nancy[55][56].

##### Maggio 2007
La rivista bimestrale di letteratura "L'immaginazione" diretta da Anna Grazia D'Oria ha dedicato il n. 230 interamente ad Andrea Zanzotto.

Il fascicolo monografico raccoglie i seguenti testi:
- Andrea Zanzotto, I miei 85 anni
- Samuela Simion, Su L'Aria di Dolle
- Francesco Carbognin, Intervista ad Andrea Zanzotto, su poesia, scrittura, società
- Stefano Agosti, Per Andrea Zanzotto
- Claudio Ambrosini, Della Madre fredda
- Gianfranco Bettin, Che sarà della neve, che sarà di noi?
- Michele Bordin, Coro di morti nello studio di Andrea Zanzotto
- Marzio Breda, Un lievito morale
- Manlio Brusatin, I colori ti salvano
- Massimo Cacciari, Per Zanzotto
- Roberto Calabretto, Poesia tra cinema e musica
- Donatella Capaldi, Poesia in forma di osteria
- Luciano Cecchinel, Il mio rapporto con lui
- Vincenzo Consolo, La Marca Trevigiana di Zanzotto
- Rino Cortiana, Bivio d'acque
- Lina De Conti, Turoldo e Zanzotto: un incontro possibile?
- Luciano De Giusti, Il cinema negli occhi di Zanzotto, spettatore critico
- Philippe Di Meo, Il "megatempo"
- Giorgio Dobrilla, Per Andrea
- Giosetta Fioroni, Ritratto con dedica
- Andrea Cortellessa, Parassiti amorosi
- Goffredo Fofi, Per Zanzotto
- Margot Galante Garrone, Domani forse pile
- Andrea Zanzotto, Elleboro: o che mai?
- Matteo Giancotti, Nuove frontiere della poesia: "Elleboro: o che mai?"
- Pietro Gibellini, Filò e dintorni
- Guglielma Giuliodori, Il Montello: quel "mio allora futuro"
- Maria Antonietta Grignani, Zanzotto critico
- Niva Lorenzini, Laudatio
- Costanza Lunardi, Botanica e sconfinamento
- Clelia Martignoni, Il magico segno della sovrimpressione
- Tina Matarrese, "Impulsi sotterranei, fonici, ritmici..."
- Marisa Michieli Zanzotto, Andrea e le Grafiche Bernardi; Andrea Zanzotto e Euromobilarte
- Walter Pedullà, Gratitudine
- Maria Pia Quintavalla, Su Andrea Zanzotto
- Maria Elisabetta Romano, Un sortilegio, per me
- Giuliano Scabia, Introduzione a un ritratto di Andrea Zanzotto
- Silvana Tamiozzo Goldmann, Il fertilissimo stupore e la corrente di energia: le prose Sull'Altopiano
- Patrizia Valduga, A Zanzotto
- Gian Mario Villalta, Amore e ironia
- Antonio Zannini, Una città e una libreria

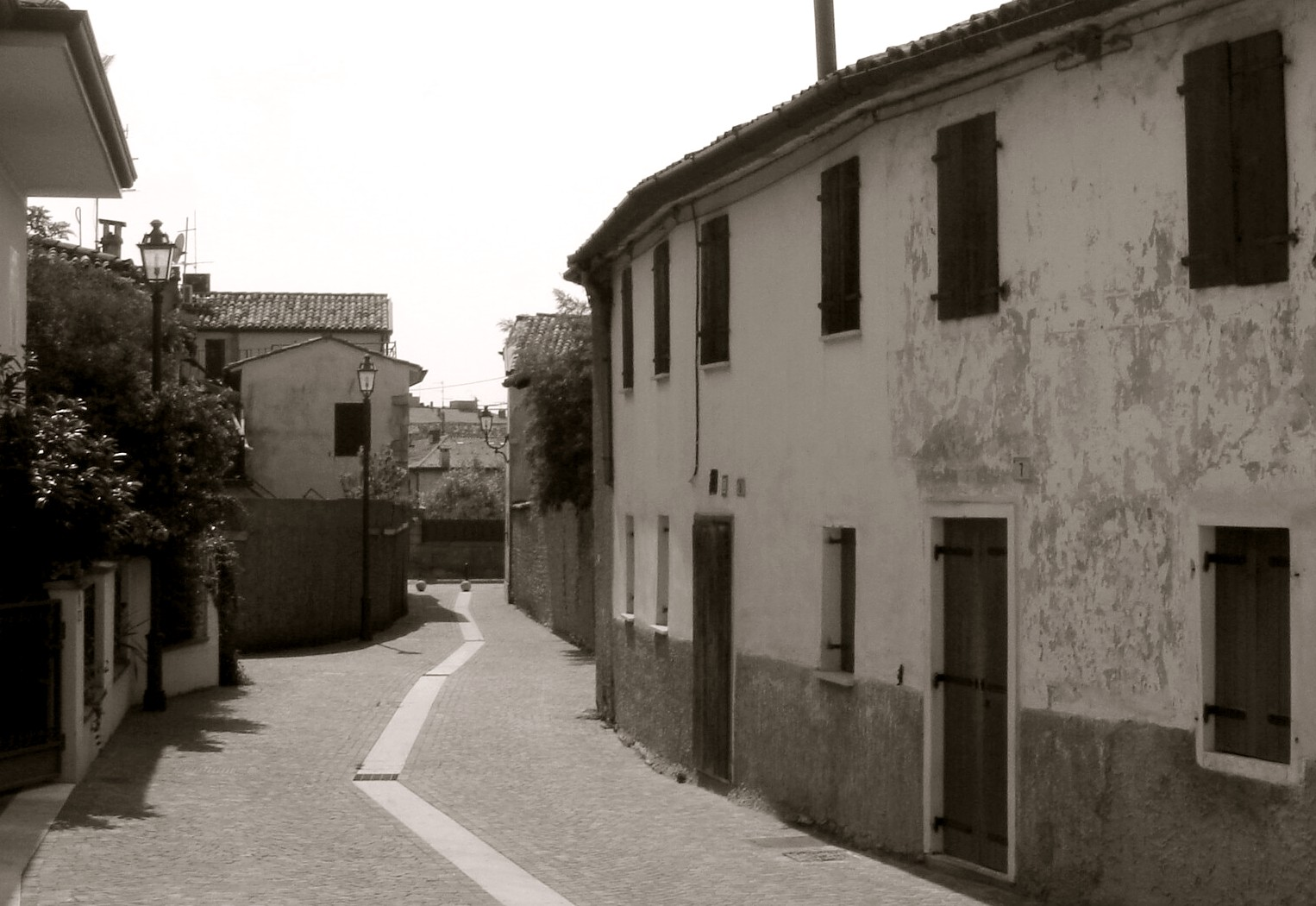
Scorcio di Cal Santa, dove Zanzotto ha abitato nell'infanzia e che il poeta nelle sue opere talvolta chiama Contrada Zauberkraft. Forse la sua casa diventerà sede di una fondazione a lui dedicata.

## La poetica
La poetica di Andrea Zanzotto si può ricostruire attraverso la lettura delle sue opere che segnano le tappe di un percorso espressivo praticato all'interno dell'esperienza di una poesia difficile e tuttora in fieri, esulante dai classici protocolli interpretativi e dalla normale divisione in periodi.
Come dice il critico Stefano Agosti, nel saggio introduttivo all'opera complessiva delle Poesie di Andrea Zanzotto avvenuta in prima edizione nel settembre del 1999 e in seconda edizione nel 2003 da parte di Mondadori ne "I Meridiani":
il punto non si può fare proprio perché l'oggetto - nelle sue configurazioni cronologicamente più prossime, ed esemplificabili perciò in Meteo (1996) e negli specimini di un nuovo volume tuttora in fieri, qui presentati sotto la titolazione provvisoria e generica di Inediti, sembra volto ad attestare una nuova posizione dell'operatore nei riguardi di quella che, molto comprensivamente e tuttora centralmente, possiamo denominare la sua esperienza di linguaggio.

### La formazione
La formazione di Zanzotto non è facile da individuare perché diversa rispetto alle correnti e ai gruppi che hanno caratterizzato il nostro Novecento. La sua vera scuola furono soprattutto le numerose, intense e disparate letture: da Hölderlin a Rimbaud, da Lorca a Éluard, da Ungaretti ai surrealisti e agli ermetici, per non dimenticare Virgilio e Orazio, Dante e Petrarca, Molière e Leopardi, Carducci e D'Annunzio, Husserl e la logica matematica.
Nel libro-intervista di Marzio Breda, Zanzotto indica come letture fondamentali, negli anni della guerra, Sereni e Rilke, precisamente "Frontiera" del primo e i "Sonetti a Orfeo" del secondo, nella versione di Giaime Pintor. Egli poi assorbì un'infinità di elementi: dall'economia ai mass media, dalla sociologia alla fantascienza, dalla semiologia alla psicanalisi (più Lacan che Freud) e il tutto rimescolato a volte in un linguaggio disteso e piano e altre volte crittografico.

### Poesia anticorrente
Quando furono pubblicati i suoi primi libri (Dietro il paesaggio nel 1951; Vocativo nel 1957), Andrea Zanzotto venne accolto come il più prestigioso della sua generazione e considerato il continuatore della linea ungarettiano-ermetica e inoltre con qualche eco raccolta dal surrealismo francese e dalla poesia spagnola degli anni venti e trenta. Una poesia dunque fortemente anticorrente. Ma in seguito, con gli sviluppi che ebbe la sua produzione, pur confermando la forte propensione verso la piena forma lirica e la dolcezza elegiaca, si è resa insufficiente la precedente collocazione.

### Poesia della nuova avanguardia
Con le IX Egloghe (1962) il suo discorso si modifica e si allarga sia a livello psicologico (viene introdotto un io autobiografico pieno di ansie e interrogativi sul proprio rapporto con la realtà), sia a livello della forma, con un totale ripensamento dei propri mezzi comunicativi. Il linguaggio si sviluppa seguendo procedimenti parzialmente simili al sogno e all'inconscio. Ed è in questo periodo che la poesia di Zanzotto rivela affinità con le esperienze contemporanee della neoavanguardia.

### La ricerca poetica degli anni sessanta
Un'ulteriore svolta e accelerazione della poesia di Zanzotto avviene con l'opera La beltà (1968), dove ogni cosa appare abbandonata a sé stessa e galleggiante in una non-atmosfera. Se nelle IX Egloghe il poeta era ancora dentro al suo paesaggio, ora i suoi oggetti (alberi, fiumi, gregge, luna, neve) sono, se pur presenti, appiattiti e immobili. Il suo linguaggio diventa rarefatto, un ammasso di puri fonemi, balbettii, petèl (il primo linguaggio dei bambini, linguaggio che si ferma a uno stadio di semincoscienza). Questa rarefazione è dovuta a un passaggio fondamentale nel percorso poetico di Zanzotto, quello a una ricerca di conoscenza poetica che non si indirizza più sulla realtà esterna (sul paesaggio) come referente misterioso ma positivo e salvifico in quanto familiare. Davanti alla distruzione dell'autenticità di questa realtà da parte della civiltà dei consumi la ricerca di conoscenza e salvezza per il soggetto si sposta sulla lingua stessa, una lingua ormai irrelata, ma alla quale soltanto il poeta può fare appello, poiché la realtà ormai si riduce a essa.

### La posizione più avanzata
Sottoelencando alcune tappe intermedie come il monologo-lascito in lingua veneta di Filò (1976), nell'affrontare i testi che documentano la posizione più avanzata di Zanzotto si osserva nella trilogia composta da Il galateo in bosco (1978), Fosfeni (1983) e Idioma (1986) la completa lacerazione fra la natura e la storia e pertanto anche la fine dell'elegia e dell'idillio, tra il paesaggio e il retro del paesaggio.
La catastrofe è descritta in tre momenti: nel Galateo vengono analizzati gli eventi esterni (dal "grande macello" della guerra '15-'18 sino alla discontinuità della tradizione metrica), in Fosfeni viene "vissuta" nella lingua e nel linguaggio, in Idioma è raccontata attraverso le testimonianze sulle conseguenze psicologiche e di costume.

### La funzione del linguaggio
La struttura poetica di Zanzotto è basata sulle scelte lessicali, sull'innovazione e deformazione ma soprattutto sulla costruzione del discorso. La sua poesia è prevalentemente autobiografica e cosparsa di profonde riflessioni filosofiche-esistenziali.
Il lessico utilizza sia la lingua infantile, sia gli inserti poliglotti creando in molti casi difficoltà di lettura e di decifrazione che generano a volte vera e propria incomunicabilità. La lingua, secondo Zanzotto, è incapace di render conto dei gradi del vissuto, pertanto il poeta deve trovare una linea che divida la coscienza dall'incoscienza. Da qui nasce il tentativo di trovare un'autentica e originaria dimensione, sia del dire sia dell'essere, partendo da un "massiccio patrimonio linguistico" in uno stato di "regressione afasica".
Zanzotto, come ha scritto Franco Fortini, non usa strutture metriche codificate, se non quando vuole esibirsi stilisticamente. Più che altro le sue sono pastiche di carattere formale dove prevale il gusto dell'esercizio tecnico.

## Opere

### In volume
- Dietro il paesaggio, collana "Lo specchio - I poeti del nostro tempo", Milano, Mondadori, 1951.
- Elegia e altri versi, con una nota di Giuliano Gramigna, Quaderni di poesia, Milano, Edizioni della Meridiana, 1954.
- Vocativo.Versi, Lo specchio, I poeti del nostro tempo, Milano, Mondadori, 1981  [1957].
- IX Ecloghe, Milano, Mondadori, 1962.
- Sull'altopiano. Racconti e prose. 1942-1954, Vicenza, Neri Pozza, 1964.[67]
- Sì ancora la neve, Quaderni dei poeti illustrati, Verona, Editiones Dominicae, 1967.
- La Beltà , Milano, Mondadori, 1968.
- Gli sguardi i fatti e senhal, Pieve di Soligo, Tip. V. Bernardi, 1969; poi con piccole varianti in Gli sguardi i fatti e Senhal, con 9 litografie di Tono Zancanaro, Treviso, Il Tridente, 1969; con un intervento di Stefano Agosti e alcune osservazioni dell'autore in Gli sguardi i fatti e Senhal, Milano, Mondadori, 1990. ISBN 88-04-33320-0.
- A che valse? (Versi 1938-1986), Milano, Allegretti di Campi, 1970.
- Ottorino Stefani, con Giuseppe Marchiori, Bologna, Galleria Forni, 1972.
- Pasque, Milano, Mondadori, 1973.
- Poesie (1938-1972), Milano, Mondadori, 1973.
- Filò. Per il Casanova di Fellini, con una lettera e cinque disegni di Federico Fellini, Venezia, Edizioni del Ruzante, 1976.
- Sovraesistenze, Pesaro, Edizioni della Pergola, 1977.
- Il Galateo in Bosco, Milano, Mondadori, 1978.
- Mistieròi. Poemetto dialettale veneto, Feltre, Castaldi, 1979.
- La storia dello zio Tonto, Teramo, Lisciani & Giunti, 1980. ISBN 88-86250-43-6
- Filò e altre poesie, per la Lato Side diretta da Luigi Granetto, Roma 1981.
- La ragazza d'osteria. Imitazione dalla "Copa" dell'"Appendix vergiliana", Milano, Scheiwiller, 1982.
- Fosfeni, Milano, Mondadori, 1983.
- Mistieròi/Mistirùs, con traduzione in friulano di Amedeo Giacomini e una postfazione di David Maria Turoldo e tre acqueforti di Giuseppe Zigaina, con cassetta sonora, Milano, Scheiwiller, 1984.
- Idioma , Milano, Mondadori, 1986.
- Poesie (1938-1986), Torino, L'Arzana, 1987.
- Cori per il film E la nave va, Milano, Libri Scheiwiller, 1988.
- Racconti e prose, Milano, Mondadori, 1990. ISBN 88-04-33401-0.
- Fantasie di avvicinamento , Milano, Mondadori, 1991. ISBN 88-04-32765-0.
- Poesie (1938-1986), Milano, A. Mondadori, 1993. ISBN 88-04-37706-2.
- Aure e disincanti del Novecento letterario, Milano, Mondadori, 1994. ISBN 88-04-36906-X.
- Europa, melograno di lingue, Venezia, Società Dante Alighieri, Comitato veneziano-Università degli Studi di Venezia, 1995.
- Sull'altopiano e prose varie, Vicenza, Neri Pozza, 1995. ISBN 88-7305-472-2.
- Meteo, Roma, Donzelli, 1996. ISBN 88-7989-264-9[68].
- Erbe amare, Como, Lythos, 1996.
- La storia del Barba Zhucon, Mantova, Corraini, 1997. ISBN 88-86250-43-6.
- Le poesie e prose scelte, Milano, Mondadori, 1999. ISBN 88-04-46938-2.
- Ipersonetto, Roma, Carocci, 2001. ISBN 88-430-1893-0.
- Sovrimpressioni, Milano, Mondadori, 2001. ISBN 88-04-47907-8.
- Colloqui con Nino, a cura di, Pieve di Soligo, Edizioni grafiche V. Bernardi, 2005. ISBN 88-901315-6-X.
- Dal paesaggio, Udine, Edizioni del tavolo rosso, 2006.
- Eterna riabilitazione da un trauma di cui s'ignora la natura, Roma, Nottetempo, 2007. ISBN 978-88-7452-111-1.
- Sull'altopiano. Racconti e prose (1942-1954). Con un'appendice di inediti giovanili, San Cesario di Lecce, Manni, 2007. ISBN 978-88-8176-949-0.[69]
- Viaggio musicale, con DVD, Venezia, Marsilio, 2008. ISBN 978-88-317-9600-2.
- Conglomerati, Milano, Mondadori, 2009. ISBN 978-88-04-59180-1.
- In questo progresso scorsoio, Milano, Garzanti, 2009. ISBN 978-88-11-68111-3.
- Qualcosa di necessariamente futile. Parole su vecchiaia e altro tra un poeta e uno psicoanalista, con Arcangelo Dell'Anna, Reggio Emilia, Anemos, 2009.
- Il cinema brucia e illumina. Intorno a Fellini e altri rari, Venezia, Marsilio, 2011. ISBN 978-88-317-1101-2.
- Tutte le poesie, Milano, Oscar Mondadori, 2011. ISBN 978-88-04-61197-4.
- Ascoltando dal prato. Divagazioni e ricordi, Novara, Interlinea, 2011. ISBN 978-88-8212-801-2.
- Il vero tema, Milano, Cento amici del libro, 2011.
- Haiku for a season - Haiku per una stagione, a cura di Anna Secco e Patrick Barron, Chicago and London, The University of Chicago Press, 2012.

- Luoghi e paesaggi, a cura di M. Giancotti, Milano, Bompiani, 2013.

### Alcune traduzioni a cura di Andrea Zanzotto
- Georges Bataille, La letteratura e il male, Milano, Rizzoli, 1973; Milano, SE, 1987
- Georges Bataille, Su Nietzsche, Bologna, Cappelli, 1980; Milano, SE, 1994

### Alcune traduzioni straniere delle opere di Andrea Zanzotto
- Selected Poetry and Prose of Andrea Zanzotto, edited and translated by Patrick Barron et. al., University of Chicago Press, Chicago (Illinois) 2007.
- Selected Poetry of Andrea Zanzotto, edited and translated by Ruth Feldman-Brian Swann, Princeton University Press, Princeton (New Jersey) 1975.
- Le Galaté au Bois, traduit de l'italien par Philippe Di Meo, Arcane 17 ("L'Hippogrife"), Nantes, 1986.
- Lichtbrechung, mit einem Kommentar von Stefano Agosti, Übersetzung Donatella Capaldi, Ludwig Paulmichi, Peter Waterhouse, Verlag Droschl, Wien-Graz 1987.
- Lorna, Kleinod der Hügel. "Lorna, gemma delle colline", übersetzt und herausgegeben von Helga Böhmer und Gio Batta Bucciol, mit Zeichnungen von Hans Joachim Madaus, Narr ("Italienische Bibliothek, 4"), Tübingen 1990[29].
- Poems by Andrea Zanzotto, Translated from the Italian by Antony Barnett, A-B, Lewes (Canada) 1993.
- Du Paysage à l'idiome. Anthologie poétique 1951-1986, édition bilingue - edizione bilingue, traduction de l'italien et présentation par Philippe Di Meo, Maurice Nadeau - UNESCO ("Collection Unesco d'œuvres représentatives. Série européenne"), 1994 (in quarta copertina passo antologico di Pier Paolo Pasolini).
- La Veillée pour le Casanova de Fellini, avec une lettre et quatre dessins de Federico Fellini, Texte français et posface de Philippe Di Meo, Éditions Comp'Act (Collection "Le bois des mots"), Chambéry 1994.
- Del Paisaje al Idioma. Antología poética, con un "Autorretrato" del autor, seleccion y prólogo de Ernesto Hernández Busto, Universítad Iberoamericana - Artes de México ("Colectión Poesía y Poética"), Colonia Lomas de Santa Fe - Colonia Roma 1996.
- Peasant's Wake for Fellini's "Casanova" and Other Poems, Edited and Translated by John P. Welle and Ruth Feldman, Drawings by Federico Fellini and Augusto Murer, University of Illinois Press, Urbana and Chicago 1997.
- Hääl ja tema vari. La voce e la sua ombra, Itaalia keelest tõlkinud Maarja Kangro. Eesti Keele Sihtasutus, Tallinn 2005.